# 1962 في تونس
فيما يلي قوائم الأحداث التي وقعت خلال عام 1962 في تونس.

## سياسة

### تعيين في المنصب
- 1 يناير – محمد الفاضل بن عاشور مفتي الجمهورية.

## مواليد

### يناير
- 1 يناير – رضا شلغوم سياسي من تونس.
- 1 يناير – شكري بوزيان
- 1 يناير – لطفي حجي
- 8 يناير – العجمي الوريمي سياسي من تونس.
- 8 يناير – سمير العبيدي سياسي من تونس.

### فبراير
- 6 فبراير – الجيلاني السعدي مخرج أفلام تونسي.
- 16 فبراير – رضا بالحاج سياسي من تونس.

### مارس
- 5 مارس – أمينة العنابي

### أبريل
- 21 أبريل – مهدي جمعة سياسي من تونس.

### مايو
- 3 مايو – شكري المبخوت مؤلف تونسي.

### يوليو
- 11 يوليو – نبيل معلول لاعب كرة قدم تونسي.

### أغسطس
- 8 أغسطس – غسان بن جدو
- 13 أغسطس – محمد الغرياني سياسي من تونس.
- 13 أغسطس – معز كمون مخرج أفلام تونسي.
- 15 أغسطس – مراد الدعمي حكم كرة قدم تونسي.
- 27 أغسطس – عبد اللطيف المكي سياسي من تونس.

### سبتمبر
- 20 سبتمبر – عبد العزيز بلخوجة كاتب تونسي.

### نوفمبر
- 5 نوفمبر – بلحسن الطرابلسي رجل أعمال تونسي.
- 5 نوفمبر – لطفي براهم وزير تونسي.
- 23 نوفمبر – سليم بلخوجة لاعب شطرنج تونسي.
- 24 نوفمبر – رضا السعيدي سياسي تونسي.

### ديسمبر
- 30 ديسمبر – محمد الناجم الغرسلي سياسي من تونس.

## وفيات

### يناير
- 1 يناير – محمد المختار سعادة (مواليد 1894) صحفي تونسي.

### سبتمبر
- 30 سبتمبر – محمد الأمين باي (مواليد 1881) سياسي تونسي.